# Пинигинское сельское поселение
Пинигинское се́льское поселе́ние — муниципальное образование в Сорокинском районе Тюменской области Российской Федерации.
Административный центр — село Нижнепинигино.

## История
Статус и границы сельского поселения установлены Законом Тюменской области от 5 ноября 2004 года № 263 «Об установлении границ муниципальных образований Тюменской области и наделении их статусом муниципального района, городского округа и сельского поселения».

## Население
| 2010 | 2011 | 2012 | 2013 | 2014 | 2015 | 2016 |
| ---- | ---- | ---- | ---- | ---- | ---- | ---- |
| 881  | ↗883 | ↘874 | ↘849 | ↘830 | ↘821 | ↘774 |
| 2017 | 2018 | 2019 | 2020 | 2021 |      |      |
| ↘727 | ↘691 | ↘688 | ↘670 | ↘664 |      |      |

## Состав сельского поселения
| № | Населённый пункт | Тип населённого пункта       | Население |
| - | ---------------- | ---------------------------- | --------- |
| 1 | Верхнепинигина   | деревня                      | 62        |
| 2 | Городище         | деревня                      | 144       |
| 3 | Нижнепинигино    | село, административный центр | 418       |
| 4 | Петровка         | деревня                      | 98        |
| 5 | Рядовичи         | деревня                      | 159       |